# Keskenyszájú orrszarvú

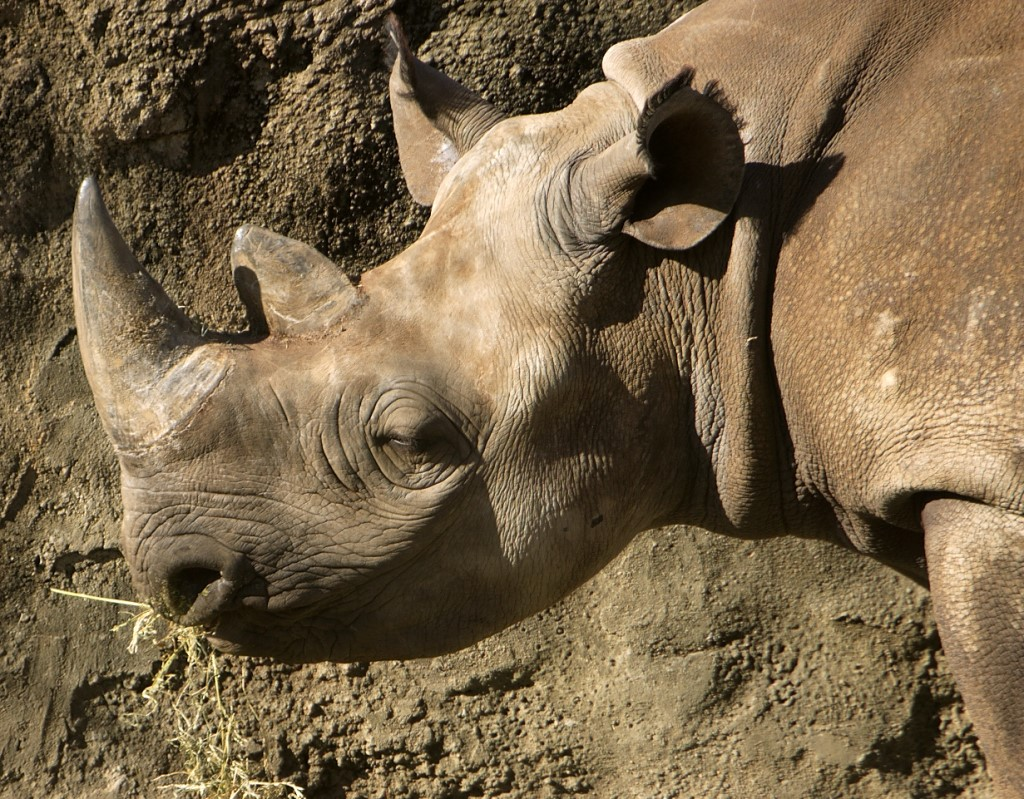
Portré

A keskenyszájú orrszarvú (Diceros bicornis) az emlősök (Mammalia) osztályának páratlanujjú patások (Perissodactyla) rendjébe, ezen belül az orrszarvúfélék (Rhinocerotidae) családjába tartozó faj.
Tévedésből fekete orrszarvúnak is nevezik, mivel legközelebbi rokonát, a szélesszájú orrszarvút (Ceratotherium simum) a búrok fehér orrszarvúnak nevezték, ezért megkülönböztetésként kapta a fekete nevet. Kéttülkűnek is hívják.

## Előfordulása
Közép- és Dél-Afrikában, a Csád-tó és a Viktória-tó környékén őshonos. A 20. század utolsó harmadára állománya egész Afrikában megcsappant. 2010-ben példányszámukat 4 880 körülire becsülték. Becslések szerint 2015-ben 5042 és 5455 egyed közt volt a keskenyszájú orrszarvúk populációja.

## Megjelenése
Egy kifejlett fekete orrszarvú hossza 280–375 centiméter, marmagassága 132–180 centiméter, tömege átlagosan 800–1400 kilogramm. Az öregebb hímek ennél jóval nagyobbra is megnőhetnek, tömegük elérheti a 2896 kilogrammot. Bőre az elefántéhoz hasonlóan igen vastag, csupasz, kissé redőzött, szürkés vagy vöröses színű.

## Alfajai
A keskenyszájú orrszarvúnak 5-8 alfaja van:
- †dél-afrikai keskenyszájú orrszarvú (Diceros bicornis bicornis) (Linnaeus, 1758) – száraz szavannákon honos; a Dél-afrikai Köztársaságon belül Nyugat-Fokföldtől egészen Limpopóig, valamint Namíbia déli részéig élt. Talán Lesothóban és Botswana déli részén is jelen volt; kihalt az 1850-es években.[5]
- †Diceros bicornis brucii Lesson, 1842 – kihalt a 20. század elején.
- Diceros bicornis chobiensis Zukowsky, 1965 – talán még csak egy élő példánya létezik Botswana területén.
- Diceros bicornis ladoensis Zukowsky, 1965 – nem ismert, ha még létezik; feltételezések szerint Kenyában még megtalálható.
- †nyugat-afrikai keskenyszájú orrszarvú (Diceros bicornis longipes) Zukowsky, 1949 – Északkelet-Nigéria, Csád délnyugati része, a Közép-afrikai Köztársaság és Kamerun északi felén élt; 2011-ben kihaltnak nyilvánították[6][7]
- kelet-afrikai keskenyszájú orrszarvú (Diceros bicornis michaeli) Zukowsky, 1965 – eredetileg Etiópia, Szomália, Tanzánia és Kenya területein élt; betelepítették a Dél-afrikai Köztársaságba és Ruandába
- közép-afrikai keskenyszájú orrszarvú (Diceros bicornis minor) (Drummond, 1876) – az eredeti előfordulási területe Nyugat- és Dél-Tanzánia, továbbá Malawin keresztül Zambia, Zimbabwe és Mozambik, valamint a Dél-afrikai Köztársaság északi és keleti részei voltak. Talán a Kongói Demokratikus Köztársaság déli részén, Észak-Angolában és Kelet-Botswanában is élt. Manapság Tanzánián kívül a Dél-afrikai Köztársaság északkeleti részén, Zimbabwéban és Szváziföldön van jelentősebb állománya. Malawiból, Botswanából és Zambiából kiirtották, de azóta visszatelepítették. Ez a legnagyobb számban fennmaradt alfaj.
- délnyugat-afrikai keskenyszájú orrszarvú (Diceros bicornis occidentalis) (Zukowsky, 1922) – eredeti előfordulási területe Észak-Namíbia és Dél-Angola; betelepítették a Dél-afrikai Köztársaságba.

## Életmódja
A szavannákon igen könnyen mozog, de térlátása nagyon fejletlen, ezért megközelítése a szabadban állatnak-embernek egyaránt veszélyes. Még egy oroszlánnal is könnyen elbánhat, hegyes szarvával felnyársalja. A fiatalon befogott példányok mindezek ellenére könnyen szelídíthetők. Növényevő, főleg a bokrokról szedi össze táplálékát, ellentétben rokonával, amely inkább a földről legel. A keskenyszájú orrszarvú fogságban 40 évig él.

## Szaporodása
A nőstény 4–5, a hím 7–8 éves korban éri el az ivarérettséget. A párzási időszak egész évben tart. A vemhesség 450–470 napig tart. Egyszerre 1 utódot hoz világra.